# Carlo Cokxxx Nutten II (2005)
Carlo Cokxxx Nutten II ist ein Hip-Hop-Album von Bushido und Baba Saad, die auf dem Tonträger unter den Pseudonymen Sonny Black und Saad arbeiten. Es erschien erstmals am 4. April 2005 über das Label ersguterjunge. Am 24. Februar 2006 wurde eine Ltd. Pur Edition veröffentlicht.

## Musikalischer Stil
Inhaltlich drehen sich ein Großteil der Stücke auf Carlo Cokxxx Nutten II um das Leben auf der Straße. Damit verbunden rappen Baba Saad und Sonny Black vom Drogenhandel, Prostituierten und Waffengewalt. Die beschriebenen schwierigen Lebensumstände in den Berliner Randbezirken werden durch den harten Vortrag der Rapper noch verstärkt. Auffallend ist auch der exzessive Gebrauch von Kraftausdrücken beider Rapper. Die Beats der Lieder wurden von Bushido selbst produziert. Einzige Ausnahme bildet der Titel Intro von DJ Ilan. Zahlreiche Produktionen sind düster gestaltet und, wie für Bushido typisch, mit Streichersamples ausgestattet. Der einzige Gastauftritt des Albums stammt von dem Rapper D-Bo auf dem Lied Träume im Dunkeln.

## Titelliste
| #  | Titel                                    | Gastbeiträge | Produzent | Länge |
| -- | ---------------------------------------- | ------------ | --------- | ----- |
| 1  | Intro                                    |              | DJ Ilan   | 1:01  |
| 2  | Immer noch                               |              | Bushido   | 3:05  |
| 3  | Oh nein                                  |              | Bushido   | 2:45  |
| 4  | Fickdeinemutterslang                     |              | Bushido   | 3:42  |
| 5  | Denk an mich                             |              | Bushido   | 3:25  |
| 6  | Ghettorap hin, Ghettorap her (Saad Solo) |              | Bushido   | 3:21  |
| 7  | Sonny Black (Sonny Black Solo)           |              | Bushido   | 2:48  |
| 8  | Nie ein Rapper                           |              | Bushido   | 4:05  |
| 9  | Also komm…                               |              | Bushido   | 3:20  |
| 10 | Träume im Dunkeln                        | D-Bo         | Bushido   | 3:45  |
| 11 | Wer ist dieser Junge?                    |              | Bushido   | 2:59  |
| 12 | Besoffene Kinder                         |              | Bushido   | 3:03  |
| 13 | Es tut mir leid                          |              | Bushido   | 4:10  |
| 14 | Du bist out                              |              | Bushido   | 2:58  |
| 15 | Taliban                                  |              | Bushido   | 4:04  |

## Covergestaltung
Auf dem Cover der ersten Edition aus dem Jahr 2005 steht „Bushido produziert Carlo Cokxxx Nutten II“. Der Hintergrund ist grau und die Schrift im Chrom-Look, bei der 2006er Edition ist die Hintergrundfarbe braun und die Schrift ist sehr verschwommen.

## Rezeption

### Erfolg
Carlo Cokxxx Nutten II stieg in der 16. Kalenderwoche des Jahres 2005 auf Platz 3 der deutschen Album-Charts ein. In den folgenden Wochen belegte der Tonträger die Positionen 15; 21 und 25. Das Album war insgesamt neun Wochen in der Liste der 100 meistverkauften Alben der Woche vertreten.
Die Single Nie ein Rapper konnte Platz 24 der deutschen Singlecharts erreichen. Wie das Album, hielt sich auch die Single insgesamt neun Wochen in den deutschen Charts.
In den österreichischen Charts belegte der Tonträger Position 22 und konnte sich insgesamt sechs Wochen in der Hitparade halten.

### Kritik
Die Kritiken zu Carlo Cokxxx Nutten II fielen durchwachsen aus. So bewertete die E-Zine Laut.de das Album mit nur zwei von möglichen fünf Bewertungspunkten. Der zuständige Redakteur weist darauf hin, dass Saad nicht in der Lage ist eine „ähnlich kompromisslose Attitüde“ wie sein Vorgänger Fler auf dem ersten Teil „aufrecht zu erhalten“. Als positiv werden die Stücke Immer Noch und Denk An Mich von der Redaktion von Laut.de hervorgehoben.

„Wenn auch Taliban das Album recht ordentlich abschließt, möchte man sich doch den Kopf halten, sobald es verklungen ist. Die Beats, mögen sie auch immer noch besser als der deutsche Durchschnitt sein, sind meilenweit von dem entfernt, was Bushido bewiesenermaßen spielend drauf hat. Textlich haben die beiden nichts zu sagen außer Phrasen. Daran ändern auch die vier, fünf annehmbaren Tracks der Platte nichts.“

Das deutsche Hip-Hop-Magazin Juice wertete den Tonträger mit vier von möglichen sechs „Kronen“. In der Kritik wird darauf hingewiesen, dass das Album eine konstante „neblige Stimmung von Kälte und Aggression transportiert“ und dass die zahlreichen Verbalinjurien das Grundgerüst zu dem Tonträger bilden. Positiv wird die Leistung des Rappers Saad, der „auf Augenhöhe“ mit Bushido rappt, gewertet. Zusammenfassend wird von der Redaktion der Juice ausgesagt, dass Carlo Cokxxx Nutten II die Erwartungen der Fans, aber auch die der Skeptiker erfüllt.